# Ferry Maat
Ferry Maat (Voorburg, 16 januari 1947) is een Nederlands radio dj die vooral bekend is door de radioprogramma's "Soulshow", "TROS Europarade" en "TROS Top 50".

## Levensloop
Maat studeerde voordat hij bij de radio begon af aan het conservatorium als pianist. Hij speelde in 1968 eerst in de Gary O'Shannon Group piano (met als medelid Sytze Gardenier, later Radio Veronica-opnametechnicus) en later dat jaar enige maanden mee als toetsenist in de Rotterdamse soulband The Free.
Maat begon in maart 1971 bij Radio Noordzee. Daar presenteerde hij onder meer de Radio Noordzee Super Top 50, Herrie met Ferry en een programma met soulmuziek op de zondagmiddag, de voorloper van de latere Soulshow. Na het verdwijnen van de zeezenders per 1 september 1974 kwam Maat vanaf donderdag 3 oktober 1974 bij de tot A-omroep bevorderde TROS terecht en presenteerde er tot en met 20 mei 1976 de Nederlandse Top 40, van oorsprong de Veronica Top 40, de hitlijst die de TROS als A-omroep naar Hilversum 3 haalde. Volgens een podcastinterview uit 2018 dat Maat gaf aan het internetplatform Spreekbuis, luisterden er in die periode wekelijks zo'n 3,5 tot 4 miljoen luisteraars naar De nationale donderdagmiddag gebeurtenis op Hilversum 3; een absoluut luistercijferrecord op de Nederlandse radio (samen met een NOS-uitzending van de Nationale Hitparade uit 1977).
Ook presenteerde Maat er vanaf 3 oktober 1974 de Soulshow. Vanaf Hemelvaartsdag 27 mei 1976 t/m 31 maart 1979 ging Maat de TROS Europarade presenteren. Op donderdag 1 juni 1978 kwam de TROS met de TROS Top 50. Maat werd de presentator van deze hitlijst op de radio en de medepresentator op televisie (Rock Planet alias TROS Top 50 op Nederland 2)  tot juni 1979. Toen de TROS Top 50 op Hilversum 3 per 21 november 1985 gestopt was (op 28 november 1985 zond de TROS nog het TROS Top 50 Jaaroverzicht 1985 uit), werd Maat per donderdag 5 december 1985 op vanaf dan Radio 3, aanvankelijk samen met Erik de Zwart en vanaf juni 1986 met Jeroen Soer, de presentator van de Nationale Hitparade. Vanaf juli 1987 zou Maat ook enkele maanden de Gouden Uren op Radio 3 gaan presenteren, tot en met zijn laatste uitzendingen bij de TROS op 3 op donderdag 31 maart 1988.
Halverwege de jaren tachtig (1984) – toen de "Bond van Doorstarters" (een mixwedstrijd) zijn intrede deed – kreeg de Soulshow een extra impuls en werd het een kweekvijver voor mix- en producerstalent.
Op 1 april 1988 stapte Maat over naar Radio 10, waar hij programmadirecteur en dj bij deze nieuwe commerciële zender werd. Op 1 juni 1990 keerde hij terug naar de TROS als radiodirecteur Radio 2 en Radio 3. Begin 1992 werkte hij als plaatsvervangend presentator bij RTL-radio om eind 1992 naar het net opgerichte Hitradio, niet veel later Radio 538, te verhuizen. In april 1995 verdween de Soulshow van de radio. Maat vertrok bij Radio 538 en keerde terug bij de Publieke Omroep, waar hij voor de NCRV Maat in de Middag op Radio 2 ging presenteren. In 2001 stapte hij op na een conflict bij deze omroep. Radio 192 was het volgende radiostation dat Maat aantrok; dat gebeurde op 2 december 2002. Dit duurde een goed half jaar. Daarna keerde hij terug naar Radio 10. Dit station kreeg een vernieuwde programmering, waarin Maat en Bart van Leeuwen centraal stonden. Toen in mei 2003 bekend werd dat Radio 10 geen FM-frequentie kreeg bij de etherfrequentieverdeling, vertrok Maat weer bij Radio 10.

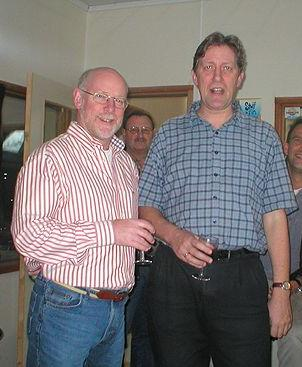
Ferry Maat bij Radio 192 met Ron Bisschop (2003)

Vervolgens werd Maat voor het vernieuwde commerciële Radio Veronica gevraagd. Vanaf 6 september 2003 was de Ferry Maat Soulshow weer elke zaterdag van 19:00 tot 21:00 uur op deze zender te beluisteren. Maat stelde het programma samen in samenwerking met een andere kenner van het genre, Guyon da Silva Solis. Op de doordeweekse dagen presenteerde hij bij Radio Veronica tussen 13:00 en 16:00 uur zijn programma Maat in de Middag. Bekende onderdelen daarin waren de "Raadplaat" en de "Soulshow Classic".
Op 6 februari 2006 ontving Maat uit handen van de stichting Conamus een Gouden Harp. Hij kreeg deze oeuvreprijs voor zijn belangrijke bijdrage aan de Nederlandse dancemuziek met zijn programma Soulshow. Dit werd al op 
10 januari 2006 bekend.
Op 6 september 2007 ontving hij tijdens het Nationaal Omroepcongres de Marconi Oeuvre Award 2007. Hij ontving de prijs omdat hij meerdere generaties dj's had geïnspireerd.
In de Soulshow van 11 oktober 2008 maakte Maat bekend dat hij om gezondheidsredenen na 36 jaar stopte met de uitzending van dat programma. De laatste Soulshow werd uitgezonden op 13 december 2008 bij Radio Veronica. Op 1 oktober 2010 stopte hij met zijn dagelijkse programma bij Radio Veronica.
Vanaf 22 april 2011 was Maat echter weer terug op de radio. Voor Sublime FM maakte hij op donderdagavond van 22:00 tot 23:00 uur de Soulshow. Nadat dit programma gestopt was, begon hij medio 2015 een eigen internetradiostation, waar naast regelmatige rechtstreekse uitzendingen ook de uitzendingen uit de glorietijd bij de TROS op 3 te horen zijn.
Op donderdagavond 29 november 2018 maakte hij op verzoek van dj én fan Wouter van der Goes op NPO Radio 2 een eenmalige comeback op een publieke radiozender en presenteerde tussen 19:00 en 20:00 uur als vanouds een uitzending van de fameuze Soulshow zoals deze jarenlang op de donderdagavond bij de TROS op 3 te horen was, inclusief alle oude TROS-jingles en tunes. Dit was ter gelegenheid van het 45-jarig jubileum van het programma én werd er een groot feest georganiseerd om dit te vieren in een grote discotheek in Bussum. Op donderdagavond 24 februari 2022 werd door Maat ter gelegenheid van de 80's Achtdaagse tussen 19:00 en 20:00 uur nog een tweede Soulshow uitzending gepresenteerd op NPO Radio 2. Deze Soulshow uitzending werd door Maat en Van der Goes op Bonaire opgenomen, waar Maat eind 2018 samen met zijn vrouw naar was geëmigreerd.
Vanaf zaterdag 26 juni 2021 keerde de Ferry Maat's Soulshow weer terug op de Nederlandse radio via Jamm Fm.

## Onderscheiding
Op 17 april 2008 werd Maat geridderd tot Ridder in de Orde van Oranje-Nassau. Hij kreeg het lintje uit handen van burgemeester Frans-Willem van Gils van de gemeente Huizen. Hij noemde Maat "iemand die zich geruime tijd ten bate van de samenleving heeft ingespannen, anderen heeft gestimuleerd en opvallende prestaties heeft geleverd". Verder vond hij dat Maat van grote betekenis was voor de Nederlandse radio.

## Programma's

### Radio
op alfabetische volgorde
- Broodje 10 (Radio 10) (1988-1990)
- TROS Nachtwacht (TROS Hilversum 3) (1974-1979)
- TROS Europarade (TROS Hilversum 3) (1976-1979)
- Ferry's Gouwe Ouwe Club (TROS Hilversum 3) (1981-1983)
- Gouden van Dagen Club (Radio 538) (1992)
- Herrie met Ferry (Radio Noordzee Internationaal) (1971)
- Hou Maat (Radio Noordzee Internationaal) (1971)
- De Klassieke Top 10 (TROS Radio 4)
- Maat in de Middag (NCRV Radio 2) (1995-2001)
- Maat in de Middag (Radio 192) (2001-2003)
- Maat in de Middag (Radio 10) (2003)
- Maat in de Middag (Radio Veronica) (2003-2010)
- Maat in de Morgen (TROS Radio 2) (1990-1992)
- Nationale Hitparade (TROS Radio 3) (1985-1987)
- Nederlandse Top 40 (TROS Hilversum 3) (1974-1976)
- Gouden Uren (TROS Radio 3) (1987-1988)
- Pina Colada Show (TROS Radio 5)
- Soulshow (Radio Noordzee Internationaal) (1972-1974)
- Soulshow (TROS Hilversum 3 / Radio 3) (1974-1988)
- Soulshow (Radio 10) (1988-1990)
- Soulshow (Radio 538) (1992-1995)
- Soulshow (Radio 538) (2001) incidenteel bij Edwin Evers
- Soulshow (Radio Donna) (2002) incidenteel
- Soulshow (Radio Veronica) (van 2003 tot 13 december 2008)
- Soulshow (Arrow Jazz FM / Sublime FM) (van 2011 tot 1 september 2013)
- Soulshow (Jamm Fm) 2021
- Soulshow (Soulshow Radio) 2021-heden
- Tien Om (TROS Hilversum 1)
- Top 2000 (Radio 2) (1999-2000)
- Top 70 van de jaren 70 (Radio 2)
- TROS Top 50 (TROS Hilversum 3) (1978-1985)

### Televisie
- Disco Circus (TROS)
- NL Disco Show (TROS)
- Rock Planet - de Tros Top 50 (TROS)